# Eastern Michigan Eagles

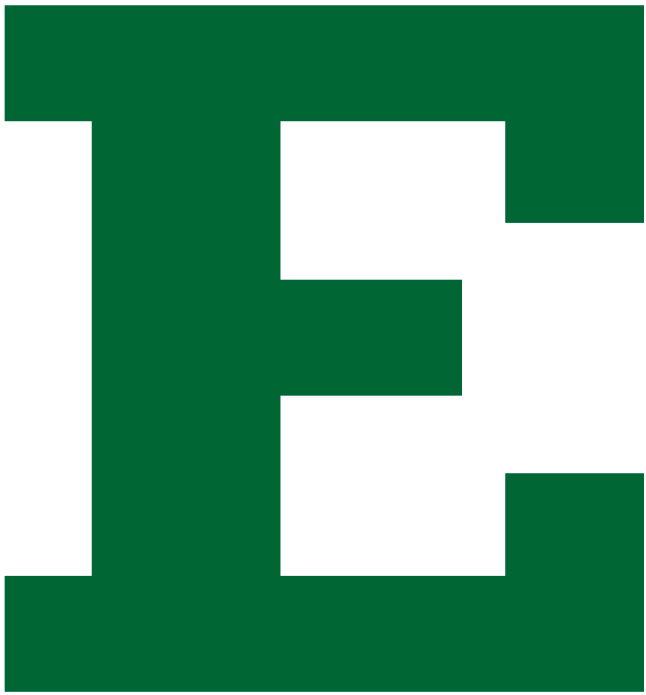
Eastern Michigan Eagles Logo

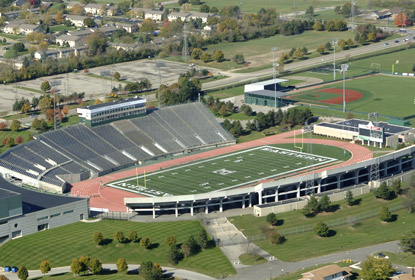
Eastern Michigan American-Football-Stadion

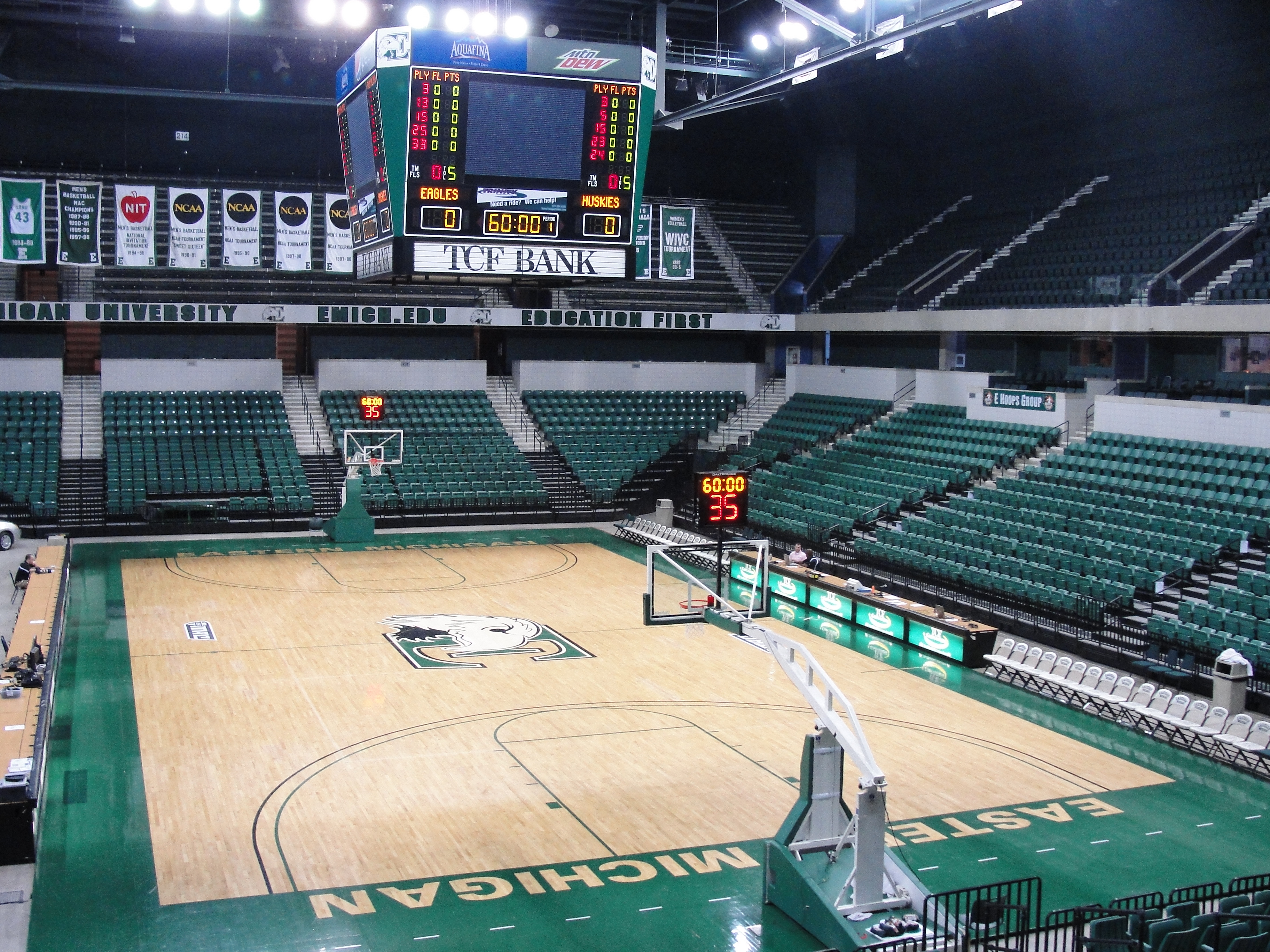
Eastern Michigan Basketball-Arena

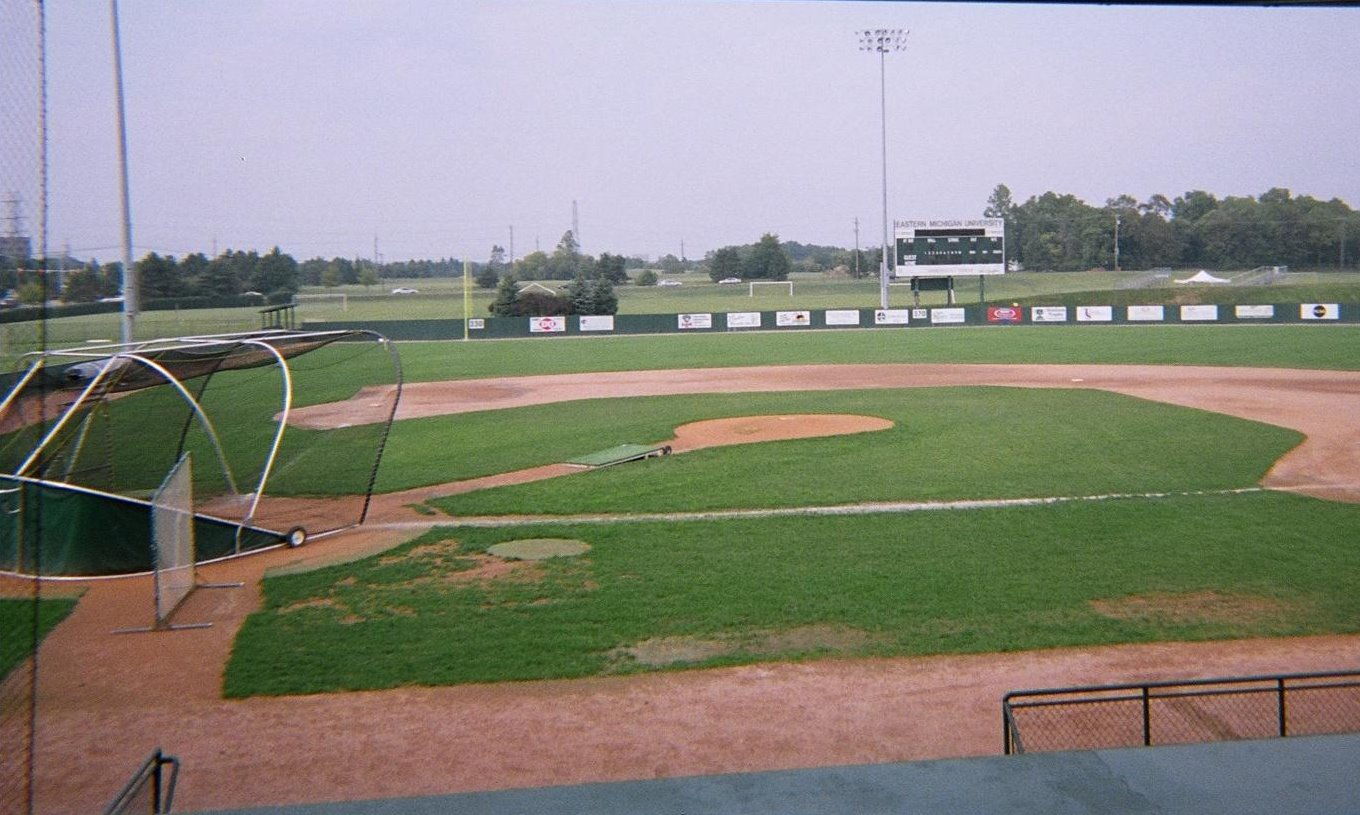
Eastern Michigan Baseballfeld

Die  Eastern Michigan Eagles (früher die Eastern Michigan Hurons vor 1991) sind die Sportteams der Eastern Michigan University. Die 19 verschiedenen Sportteams nehmen an der NCAA Division I als ein Mitglied der Mid-American Conference in der West Division teil. 2013/2014 erhielt die Eastern Michigan University den Cartwright Award, eine unter anderem für herausragende sportliche Leistungen ihrer Teams vergebene Auszeichnung.

## Sportarten
Die Eagles bieten folgende Sportarten an:
Herren Teams
- Baseball
- Basketball
- Crosslauf
- American Football
- Golf
- Leichtathletik

Frauen Teams
- Basketball
- Crosslauf
- Golf
- Gymnastik
- Rudern
- Fußball
- Schwimmsport & Wasserspringen
- Leichtathletik
- Volleyball